# Bruce Halford
Bruce Halford (ur. 18 maja 1931 w Hampton-in-Arden, zm. 2 grudnia 2001 w Brixham) – brytyjski kierowca wyścigowy.
Jego rodzina była właścicielem hotelu w Torquay. Halford zadebiutował w Formule 1 w 1956 roku, kupując od Horace'a Goulda Maserati 250F. W Formule 1 ścigał się do 1960 roku. Następnie był kierowcą Formuły 2, a po zakończeniu kariery wyścigowej został właścicielem hotelu. W połowie lat 70. uczestniczył w wyścigach samochodów historycznych. Zmarł w 2001 roku.

## Wyniki w Formule 1
| Legenda oznaczeń w tabelach wyników Wyświetl szablon na nowej stronie | Legenda oznaczeń w tabelach wyników Wyświetl szablon na nowej stronie                                                                     |
| Oznaczenie                                                            | Wyjaśnienie |
| --------------------------------------------------------------------- | --- |
| Złoty                                                                 | Zwycięzca lub mistrzostwo |
| Srebrny                                                               | 2. miejsce lub wicemistrzostwo |
| Brązowy                                                               | 3. miejsce lub II wicemistrzostwo |
| Zielony                                                               | Ukończył, punktował (w klasyfikacji generalnej, gdy zdobył co najmniej jeden punkt na przestrzeni sezonu, poza trzema powyższymi opcjami) |
| Niebieski                                                             | Ukończył, nie punktował (w klasyfikacji generalnej, gdy nie zdobył co najmniej jednego punktu na przestrzeni sezonu)                      |
| Czerwony                                                              | Nie zakwalifikował się (NZ) |
| Czerwony                                                              | Nie prekwalifikował się (NPK) |
| Różowy                                                                | Nie ukończył (NU) |
| Różowy                                                                | Niesklasyfikowany (NS) (w klasyfikacji generalnej, gdy nie został sklasyfikowany w żadnym wyścigu sezonu)                                 |
| Czarny                                                                | Zdyskwalifikowany (DK) |
| Czarny                                                                | Wykluczony (WYK/EX) |
| Biały                                                                 | Nie wystartował (NW) |
| Biały                                                                 | Kontuzjowany (K/INJ) |
| Biały                                                                 | Wyścig odwołany (OD/C) |
| Bez koloru                                                            | Został wycofany (WYC/WD) |
| Bez koloru                                                            | Nie przybył (NP/DNA) |
| Bez koloru                                                            | Nie brał udziału w treningach (NT/DNP) |
| Bez koloru                                                            | Nie został zgłoszony (–) |
| Pogrubienie                                                           | Start z pole position |
| Kursywa                                                               | Najszybsze okrążenie wyścigu |
| †                                                                     | Nie ukończył, ale jego rezultat został zaliczony ze względu na przejechanie więcej niż 90% dystansu wyścigu.                              |
| *                                                                     | Sezon w trakcie |
| 1/2/3                                                                 | Punktowana pozycja w sprincie kwalifikacyjnym                                                                                             |
| Lista systemów punktacji Formuły 1                                    | |

| Rok  | Zespół                    | Samochód      | Silnik      | Wyniki w poszczególnych eliminacjach | Wyniki w poszczególnych eliminacjach | Wyniki w poszczególnych eliminacjach | Wyniki w poszczególnych eliminacjach | Wyniki w poszczególnych eliminacjach | Wyniki w poszczególnych eliminacjach | Wyniki w poszczególnych eliminacjach | Wyniki w poszczególnych eliminacjach | Wyniki w poszczególnych eliminacjach | Wyniki w poszczególnych eliminacjach | Pkt. | Msc. |
| ---- | ------------------------- | ------------- | ----------- | ------------------------------------ | ------------------------------------ | ------------------------------------ | ------------------------------------ | ------------------------------------ | ------------------------------------ | ------------------------------------ | ------------------------------------ | ------------------------------------ | ------------------------------------ | ---- | ---- |
| 1956 | Bruce Halford             | Maserati 250F | Maserati R6 | ARG -                                | MCO -                                | 500 -                                | BEL -                                | FRA -                                | GBR NU                               | DEU DK                               | ITA NU                               |                                      |                                      | 0    | NS   |
| 1957 | Bruce Halford             | Maserati 250F | Maserati R6 | ARG -                                | MCO -                                | 500 -                                | FRA -                                | GBR -                                | DEU 11                               | PES NU                               | ITA NU                               |                                      |                                      | 0    | 38   |
| 1959 | John Fisher               | Lotus 16      | Climax R4   | MCO NU                               | 500 -                                | NLD -                                | FRA -                                | GBR -                                | DEU -                                | PRT -                                | ITA -                                | USA -                                |                                      | 0    | NS   |
| 1960 | Fred Tuck Cars            | Cooper T45    | Climax R4 - | ARG -                                | MCO NZ                               | 500 -                                | NLD -                                | BEL -                                |                                      |                                      |                                      |                                      |                                      | 0    | 32   |
| 1960 | Yeoman Credit Racing Team | Cooper T51    | Climax R4   |                                      |                                      |                                      |                                      |                                      | FRA 8                                | GBR -                                | PRT -                                | ITA -                                | USA -                                | 0    | 32   |